# رجل الخطيئة
رجل الخطيئة (باليونانية: ὁ ἄνθρωπος τῆς ἁμαρτίας)‏، ho anthrōpos tēs hamartias؛ أو ἀνομίας، anomias، الترجمة هي «الفوضى») هي شخصية أشير إليها في الكتاب المقدس المسيحي في الرسالة الثانية إلى أهل تسالونيكي. عادة ما تعادل هذه الشخصية شخصية عدو المسيح في علم الآخرات المسيحية.

## السرد الكتابي
في 2 Thessalonians 2:3–10، يوصف «رجل الخطيئة» بأنه الشخص الذي سيعلن قبل مجيء يوم الرب. تحتوي كل من المخطوطة السينائية والمخطوطة الفاتيكانية على قراءة «رجل الفوضى» ويجادل بروس متزجر بأن هذه هي القراءة الأصلية مع أن 94% من المخطوطات بها عبارة «رجل الخطيئة».

## الهوية
يُعرِّف جميع المفسِّرين تقريبًا، القدامى والحديثون، رجل الخطيئة في 2 تسالونيكي الفصل 2 على أنه رجل ضد المسيح، مع اختلاف المفسرين بشكل كبير في نظرتهم إلى المسيح الدجال. يتم التعرف على رجل الخطيئة على أنه كاليغولا، أو نيرون، أو البابوية ونهاية الزمان ضد عدو المسيح. يعتقد بعض العلماء أن المقطع لا يحتوي على تنبؤ حقيقي، ولكنه يمثل تكهنات خاصة بالرسول، بناءً على Dan 8:23ff؛ 11:36ff وما يليها، وعلى الأفكار المعاصرة لعدو المسيح.

## الآراء

### الكنيسة الكاثوليكية والكنائس الأرثوذكسية
تعتبر التقاليد الكاثوليكية والأرثوذكسية الشرقية أن رجل الخطيئة سيأتي في نهاية الزمان، عندما يتم التخلص من الكاتشون، وهو الشخص الذي يكبح جماح الخطيئة. يتم تفسير الكاتشون أيضًا على أنه الملك العظيم أو الإمبراطور الأرثوذكسي الجديد، لبداية ولادة جديدة للإمبراطورية الرومانية المقدسة.[بحاجة لمصدر]

### وجهات النظر الأخرى
ربط العديد من المعلقين البروتستانت والمعادين للكاثوليكية المصطلح والهوية بالكنيسة الكاثوليكية والبابا.[بحاجة لمصدر] يُفهم هنا أن «هيكل الرب» هو الكنيسة؛ القوة المقيدة للإمبراطورية الرومانية.[بحاجة لمصدر]

### النظرة التدبيرية أو المستقبلوية
ينظر دعاة الإصلاح إلى هذا على أنه إشارة إلى حاكم عالمي قادم (عدو المسيح) سينجح في إبرام معاهدة سلام مع إسرائيل لمدة 7 سنوات (الأسبوع السبعين لدانيال) حيث سيضمن نوعًا من التسوية السلمية في الشرق الأوسط مع الدول العربية.[بحاجة لمصدر] سيحدث هذا بعد إعادة بناء الهيكل الثالث في أورشليم وترميم تضحيات الهيكل. سوف يكسر معاهدة السلام مع إسرائيل بعد ثلاث سنوات و1⁄2 في خطة، وسيدخل فترة «إعادة بناء الهيكل الثالث» وتنفيذ أعمال رجسة الخراب من خلال إنشاء صنم لنفسه في معبد ويعلن نفسه الرب.[بحاجة لمصدر]